# Mamma (film 1941)
Mamma è un film del 1941 diretto da Guido Brignone.

## Trama
Un celebre tenore ritorna in Italia, presso la mamma, conducendo con sé la giovane moglie che ha sposato negli Stati Uniti. La donna si annoia nella vita provinciale che deve condurre e ascolta compiaciuta le profferte di un giovane vicino. Ad un certo punto, in seguito ai rimproveri della suocera, ella acconsente addirittura a fuggire con il tentatore. La vecchia signora, per salvare allora la felicità del figlio che è disperato da tanta sciagura, supplica e scongiura il seduttore di rinunciare alla sua mala impresa. La passione dell'amore materno riesce a ottenere quanto chiede: la donna, pentita, ritorna dal marito prima di aver compiuto un gesto irreparabile. Ma la vecchia mamma, colpita da un attacco cardiaco, muore, felice di aver riconciliato la coppia.

## Produzione
La pellicola venne realizzata negli stabilimenti romani di Cinecittà.

## Colonna sonora
Della colonna sonora si ricorda ancora l'omonima canzone, cantata da Beniamino Gigli nel film (ed in seguito da molti altri celebri cantanti italiani di quel periodo), divenuta molto più famosa del film stesso.

## Distribuzione
Il film fu distribuito nelle sale cinematografiche italiane il 16 febbraio del 1941.